# 박재철 (축구 선수)
박재철(1990년 3월 29일 ~ )는 대한민국의 축구 선수로, 포지션은 미드필더이다.